# Rachel Trezise
Rachel Trezise (født 1978) er en walisisk forfatter. Rachel Trezise vandt Dylan Thomas-prisen i 2006 for sin novellesamling Fresh Apples (2005, da.: Æblesmag, oktober 2007), der beskriver livet i et mineområde i Sydwales.
Trezise er selv født og opvokset i et minearbejderområde i Rhondda Valley i Wales og har studeret ved University of Glamorgan og University of Limerick i Irland. Hendes første roman, In and Out of the Goldfish Bowl, udkommer på dansk d. 19. august 2008.